# Deania
Deania è un genere di pescecani di acque profonde dal muso lungo della famiglia dei Centroforidi.

## Specie
- Pescecane becco d'uccello, Deania calcea (Lowe, 1839)
- Pescecane nasolungo rugoso, Deania hystricosa (Garman, 1906)
- Pescecane testa di freccia, Deania profundorum (Smith e Radcliffe, 1912)
- Pescecane musolungo, Deania quadrispinosum (McCulloch, 1915)